# Championnat du monde féminin de volley-ball des moins de 18 ans 2007
Navigation
Macao 2005 2009
Le 10e championnat du monde de volley-ball féminin des moins de 18 ans s’est déroulé à Tijuana et Mexicali (Mexique) du 31 juillet au 11 août 2007.  
Il a réuni 16 équipes nationales féminines de la catégorie cadette. La compétition a été marquée par la victoire de l’ Chine, qui s’impose en finale contre la  Turquie, tandis que la  Russie décroche la médaille de bronze.  

## Déroulement
L’épreuve s’est organisée en plusieurs phases :  
- un premier tour avec quatre poules ;
- un deuxième tour avec des groupes de classement et d’élimination ;
- des matchs de classement pour les places de 13 à 16, 9 à 12, et 5 à 8 ;
- un « Final Four » pour déterminer le podium.

## Distinctions
- Meilleure joueuse (MVP) : Chen Zhan (Chine)
- Meilleure marqueuse : Jolien Wittock (Belgique)
- Meilleure attaquante : Hiroko Matsuura (Japon)
- Meilleure contreuse : Maud Catry (Belgique)
- Meilleure serveuse : Jeoselyna Rodríguez (République dominicaine)
- Meilleure passeuse : Marija Pucarević (Serbie)
- Meilleure défenseur : Chen Zhan (Chine)
- Meilleure libero : Chen Zhan (Chine)

## Palmarès
| Classement         | Pays                   |
| ------------------ | ---------------------- |
| Médaille d'or      | Chine                  |
| Médaille d'argent  | Turquie                |
| Médaille de bronze | Russie                 |
| 4e                 | Serbie                 |
| 5e                 | Brésil                 |
| 6e                 | Belgique               |
| 7e                 | Japon                  |
| 8e                 | République dominicaine |
| 9e                 | Corée du Sud           |
| 10e                | États-Unis             |
| 11e                | Allemagne              |
| 12e                | Italie                 |
| 13e                | Mexique                |
| 14e                | Pérou                  |
| 15e                | Porto Rico             |
| 16e                | Tunisie                |